# فيليبس بروكس
فيليبس بروكس (بالإنجليزية: Phillips Brooks)‏ هو كاتب وكاتب أغاني وقسيس أمريكي، ولد في 13 ديسمبر 1835 في بوسطن في الولايات المتحدة، وتوفي بنفس المكان في 23 يناير 1893.

## وصلات خارجية
- فيليبس بروكس على موقع IMDb (الإنجليزية)
- فيليبس بروكس على موقع الموسوعة البريطانية (الإنجليزية)
- فيليبس بروكس على موقع ميوزك برينز (الإنجليزية)
- فيليبس بروكس على موقع ميوزك برينز (الإنجليزية)
- فيليبس بروكس على موقع أول ميوزيك (الإنجليزية)
- فيليبس بروكس على موقع أول ميوزيك (الإنجليزية)
- فيليبس بروكس على موقع ديسكوغز (الإنجليزية)